# Claus Rasmussen
Claus Rasmussen (født 31. december 1957 i Svendborg) er en dansk forhenværende cykelrytter, og igennem 25 år formand for Cykling Odense.
Han begyndte at cykle hos Svendborg Cykle Club i 1971, og har vundet seks danske mesterskaber i banecykling. Rasmussen deltog ved Sommer-OL 1984.